# アルド・レイ
アルド・レイ（Aldo Ray、1926年9月25日 - 1991年3月27日）は、アメリカ・ペンシルベニア州出身の俳優。
マッチョな体格を活かし、1950年代から1960年代にかけて戦争映画やアクション映画で活躍した。

## 来歴
1926年にペンシルベニア州ペン・アーガイルのイタリア系の家庭に生まれる。1944年にアメリカ海軍に入隊、1946年までフロッグマンとして働く。除隊後はカリフォルニア大学バークレー校に入学するがすぐに中退。妻子と共にカリフォルニア州クロケットに移り、警官（Township Constable）として働くようになる。
兄弟のグイドを映画『Saturday's Hero』のオーディション会場まで車で送った際に、監督デヴィッド・ミラーが声を気に入って採用。演技経験のないまま数本の映画に本名の「アルド・ダレ」で出演し、その後芸名を「アルド・レイ」とする。
1960年代前半までは「マッチョでセクシーなタフガイ」として様々な映画の大役に起用されたが、その後は徐々に役が付かなくなる。1978年の映画『Sweet Savage』でポルノ映画の賞であるAFAAアワード最優秀主演男優賞を受賞。1980年代に入っても人気が回復することはなく、頭頸部癌の治療費を捻出するために、低予算映画のどんな役でも受けるようになる。
最期の数年はカリフォルニア州クロケットで母親や家族、友人と過ごす。1991年に食道癌で死去。

## 主な出演作品
- Saturday's Hero (1951)
- 俺たちは天使じゃない We're No Angels (1955)
- やさしい狼犬部隊 Three Stripes in the Sun (1955)
- 裸者と死者 The Naked and the Dead (1958)
- 地上最大の脱出作戦 What Did You Do in the War, Daddy? (1966)
- 現金作戦 Dead Heat on a Merry-Go-Round (1967)
- グリーン・ベレー The Green Berets (1968)
- 狼は天使の匂い La course du lièvre à travers les champs (1972) ※フランス映画
- 名犬ウォン・トン・トン Won Ton Ton, the Dog Who Saved Hollywood (1976)

## その他
- 2009年のクエンティン・タランティーノ監督作品『イングロリアス・バスターズ』の主人公アルド・レイン中尉（ブラッド・ピット）の名前は、アルド・レイと『ローリング・サンダー』（1977年）の主人公チャールズ・レインから来ている[1]。